# مارکو میلتکاو
مارکو میلتکاو (آلمانی: Marco Miltkau؛ زادهٔ ۱۸ اوت ۱۹۹۰) بازیکن هاکی روی چمن اهل آلمان است.